# Andrzej Siewierski (zm. 1659)
Andrzej Siewierski herbu Ogończyk (zm. 1659) – łowczy brzesko-kujawski, poseł na sejmy, elektor i dworzanin Jana Kazimierza

## Życiorys
Andrzej Siewierski z Siewierska pochodził ze szlacheckiego rodu Siewierskich herbu Ogończyk. Był synem Jana Siewierskiego dziedzica między innymi Boniewa i wsi Wierzbie. Siewierski był wybierany posłem na sejm z województwa inowrocławskiego w 1642 r, 1650 r. i w roku 1652 na sejm nadzwyczajny, był również posłem na sejm konwokacyjny z województwa brzesko-kujawskiego w 1648 r. Był członkiem konfederacji generalnej zawiązanej 31 lipca 1648 roku. Na sejmiku deputackim został obrany posłem województw inowrocławskiego i brzesko-kujawskiego na sejm elekcyjny 1648 r. Podczas obrad sejmu Siewierski wraz z innymi posłami wspomnianych województw uchwalił podatki na sformowanie regimentu 400 dragonów na wojnę z powstaniem Chmielnickiego. Na sejmach w 1642, 1650 i 1652 roku wybierano Siewierskiego na deputata do Trybunału Skarbowego Koronnego w Radomiu.
Będąc elektorem Jana Kazimierza reprezentował województwo brzesko-kujawskie jako łowczy brzeski-kujawski i dworzanin królewski.
W latach 1642–1659 Siewierski sprawował urząd ziemski łowczego brzesko-kujawskiego.
Andrzej Siewierski był również posesorem sołectwa wsi Rosocha.
Siewierski miał synów jezuitę Franciszka Siewierskiego, Aleksandra Siewierskiego oraz Jana Siewierskiego plebana grzegorzewskiego i kanonika uniejowskiego.